# Antoine Joseph d'Eslacs du Bouquet, marquis d'Arcambal
Antoine Joseph d'Eslacs du Bouquet, marquis d'Arcambal (Cahors, 19 mai 1727-Paris, novembre 1789), est un officier français.

## Biographie
Il sert d'abord sous le nom de chevalier du Bouquet et ne prendra son titre de Marquis d'Arcambal qu'en 1763. Sous-lieutenant au régiment Royal-Vaisseaux (1741), il est blessé en Bohême (1742) puis participe à la bataille de Fontenoy (1745).
Aide-major à Bruxelles (1746) puis à Lawfeld et Berg-op-Zoom (1747), il est promu capitaine et passe aux Grenadiers de France en 1754 avant de revenir au Royal-Vaisseaux le 6 octobre 1757 avec le grade de major.
Colonel au Régiment de Rouergue en 1763 sous les ordres du marquis de Chauvelin et du comte de Vaux, il est blessé en 1768 à la bataille de Borgo.
Brigadier (27 janvier 1769), il devient colonel-propriétaire de la Légion-Corse à sa création et se distingua lors de la campagne des quarante jours qui voit la réunion de la Corse à la France (mai 1769).
De retour en France en juin 1769,, il devient colonel de la Légion du Dauphiné en 1775. Maître de camp du 6e Régiment de Chasseurs en 1779, il est nommé maréchal de camp et armées en 1780.